# Canal Picton

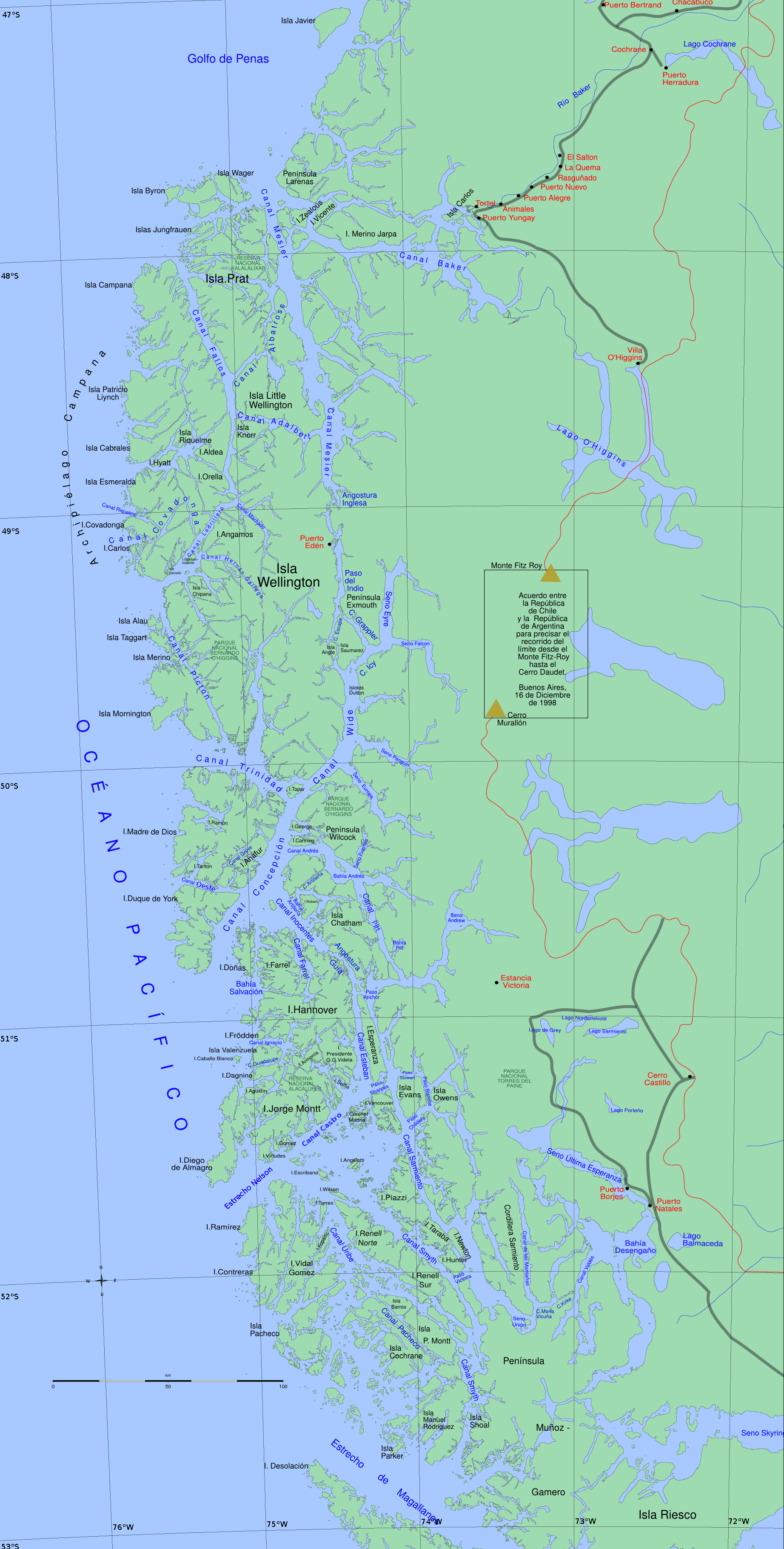
Golfo de Penas - Estrecho de Magallanes

El canal Picton  está situado en el océano Pacífico en la región austral de Chile, al sur del golfo de Penas, es uno de los canales patagónicos secundarios de la Patagonia chilena.
Administrativamente pertenece a la provincia Última Esperanza de la XII Región de Magallanes y la Antártica Chilena.
Desde hace aproximadamente 6.000 años sus costas fueron habitadas por el pueblo kawésqar. A comienzos del siglo XXI este pueblo había sido prácticamente extinguido por la acción del hombre blanco.

## Recorrido
Mapa del canal
El canal comienza por el norte en 49°18′05″S 75°30′04″O / -49.30139, -75.50111 entre el extremo NW de la península Wharton y las rompientes Stortebecker. Su extremo sur está en 49°54′05″S 75°07′01″O / -49.90139, -75.11694 entre la isla Memphis y la punta Sakkarah. Su dirección general es SSE y tiene un largo de 38 nmi y su ancho medio es de 1 milla marina. En la costa del lado este del canal existen una infinidad de senos que se internan en la península Wharton.
Es navegable en toda su extensión por naves que tengan menos de 7,60 metros de calado y deben hacerlo con los servicios de un práctico. Debe tenerse precaución en su extremo norte donde se ubica el bajo Picton, sitio en el que en 1917 se varó y perdió el transporte Casma de la Armada de Chile.

## Geología y orografía
El lado este del canal está formado por la costa de la península Wharton de la isla Wellington, en la que sobresale el monte Spite-Berg de 798 metros de altura. Su lado occidental está conformado por las costas de las islas Kalau, Taggart, Merino y Mornington.
La isla Kalau es baja. En la isla Taggart existen el monte del mismo nombre y el Mac Donald, ambos bajo los 200 metros de altura. La isla Mornington es boscosa y montañosa con cumbres que llegan a los 722 metros de altura.

## Climatología
La región es afectada continuamente por vientos del oeste y por el paso frecuente de sistemas frontales. Estos sistemas frontales se generan en la latitud 60° S, zona en la que confluyen masas de aire subtropical y masas de aire polar creando un cinturón de bajas presiones que forma los sistemas frontales.
Esta área tiene un clima que se conoce como “templado frío lluviosos” que se extiende desde la parte sur de la X Región de Los Lagos hasta el estrecho de Magallanes. Aquí se registran las máximas cantidades de precipitaciones, en isla Guarello se han alcanzado hasta 9.000 mm anuales.
La nubosidad atmosférica es alta, los días despejados son escasos. La amplitud térmica es reducida, la oscilación anual es de aproximadamente 4 °C con una temperatura media de 9 °C. Precipita durante todo el año siendo más lluvioso hacia el otoño.
Existen solo dos estaciones: verano e invierno. El verano comienza en septiembre y los vientos empiezan a rondan del NW al SW. Los días comienza a ser más largos y en octubre pueden haber algunos días despejados. En los meses de diciembre, enero y febrero los vientos ya soplan casi exclusivamente del SW con gran intensidad.
Las lluvias, en esta estación, son frecuentes pero no tan persistentes como en el invierno y se presentan bajo la forma de fuertes y copiosos chubascos. La mejor época del año es la que va de febrero a abril. En mayo se observan bravezas de mar que traen mucha marejada. En mayo caen las primeras nevazones las que continúan durante todo el invierno. Las nevazones a veces son tan espesas que la visibilidad se ve reducida a no más de 100 metros. El viento ha rondado al NW. Los meses de junio y julio se consideran los peores del año. El mal tiempo es el estado normal de la región, el buen tiempo es un accidente transitorio
En la mayoría de los senos, esteros y canales las tierras altas hacen cambiar la dirección del viento verdadero. El viento tiende a soplar a lo largo de los canales, siguiendo su dirección y hacia abajo en los valles.
En los puertos y fondeaderos que se encuentran a sotavento de las tierras altas, cuando los chubascos que soplan por lo alto encuentran quebradas o valles, bajan por ellos en forma repentina y violenta, a estos chubascos se les conoce como “williwaws”.
El viento dominante en toda la zona según el mes es: enero del NW – febrero del W – marzo y abril del W – mayo ronda al S – junio cambia al SW – julio y agosto entre el W al SW – septiembre del E y del N – octubre del W – noviembre del W al NW y en diciembre del WNW.

## Flora y fauna
En las laderas y hondonadas de los cerros crece un bosque tupido que se afirma en los intersticios de las rocas, los árboles se entrelazan unos con otros. Normalmente no se desarrollan sobre los 50 metros sobre el nivel del mar, pero donde está resguardado del viento dominante sube hasta los 200 y 300 metros sobre dicho nivel.
Sobre la roca desnuda se observa una formación esponjosa sobre la cual crecen líquenes y musgos desde los cuales surge el agua a la menor presión que se ejerza sobre su superficie. Algunos árboles son el haya, el tepú y el canelo.
El reino animal es muy reducido, se pueden encontrar el zorro y algunos roedores. Hay lobos y nutrias. Entre las aves terrestres y acuáticas podemos encontrar el martín pescador, el tordo, el zorzal, el cisne, el pato, el pingüino, el canquén, la gaviota y el quetro o pato a vapor. Entre los peces se encuentran el róbalo, el pejerrey, el blanquillo y la vieja. Entre los mariscos hay centollas, jaibas, erizos y choros

## Economía
Solo se han encontrado minerales de piedra caliza en la isla Guarello el que es extraído y embarcado por la Compañía de Acero del Pacífico y de mármol en la isla Diego de Almagro.
El seno Última Esperanza por la buena calidad de sus pastos es la única parte de esta región donde se ha desarrollado con excelente resultado la crianza de ganado ovejuno, lo que ha originado industrias de carnes frigorizadas, graserías y exportación de lanas.

## Historia
A contar de 1520, con el descubrimiento del estrecho de Magallanes, pocas regiones han sido tan exploradas como la de los canales patagónicos. En las cartas antiguas la región de la Patagonia, entre los paralelos 48° y 50° Sur, aparecía ocupada casi exclusivamente por una gran isla denominada “Campana” separada del continente por el “canal de la nación Calén”, nación que se supuso existió hasta el siglo XVIII entre los paralelos 48° y 49° de latitud sur.
Desde mediados del siglo XX esos canales son recorridos con seguridad por grandes naves de todas las naciones, gracias a los numerosos reconocimientos y trabajos hidrográficos efectuados en esas peligrosas costas.
Por más de 6.000 años estos canales y sus costas han sido recorridas por los kawésqar, indígenas, nómades canoeros. Hay dos hipótesis sobre su llegada a los lugares de poblamiento. Una, que procedían del norte siguiendo la ruta de los canales chilotes y que atravesaron hacia el sur cruzando el istmo de Ofqui. La otra es que procedían desde el sur y que a través de un proceso de colonización y transformación de poblaciones cazadoras terrestres, procedentes de la Patagonia Oriental, poblaron las islas del estrecho de Magallanes y subieron por los canales patagónicos hasta el golfo de Penas. A comienzos del siglo XXI este pueblo había sido prácticamente aniquilado por la acción del hombre blanco.

## Descripción costa oeste

### Rocas Vorposten
Mapa de las rocas
Situadas en el lado SW del golfo Ladrillero, forman parte del extremo norte del archipiélago North. Son varios islotes y rocas que ocupan un espacio de mar de 4 nmi en dirección NW-SE. El sector entre estas rocas y las islas Kalau y Taggart está sembrado de rocas y escollos. La mar quiebra solo ocasionalmente en ellas.

### Rompientes Stortebecker
Mapa de las rompientes
Sus coordenadas según el Derrotero son 49°20′S 75°33′O / -49.333, -75.550. Ubicadas en el sector sureste del golfo Ladrillero y en el sector oeste de la entrada norte al canal Ladrillero. Están a 6 nmi al ENE de las rocas Vorposten y a 3½ nmi de la punta Welcker, extremo NW de la península Wharton. La mar quiebra solo ocasionalmente en ellas.

### Isla Kalau
Mapa de la isla
Ubicada en la parte NW del archipiélago North. Junto con la isla Taggart son las más grandes del archipiélago. Tiene 4 nmi de largo en dirección NW-SE. Al norte limita con el golfo Ladrillero, por el este corre el canal Picton que la separa de la península Wharton, por el sur, un canalizo sin nombre la separa de la isla Taggart y por el oeste la baña el océano Pacífico.
En su parte NW se alza el cerro Kalau y en su parte SE el cerro Niple. Con tiempo claro es visible desde 10 nmi y es un excelente punto de reconocimiento de la entrada al golfo Ladrillero y al canal Picton.

### Isla Taggart
Mapa de la isla
Situada al sur de la isla Kalau, es la más grande del archipiélago North. Mide 6,5 nmi en su eje más largo NW-SE. Al norte limita con un canalizo sin nombre que la separa de la isla Kalau, al este con el canal Picton que la separa de la isla Wellington, al sur con el canal Miramar que la separa de la isla Mornington y por el oeste con el océano Pacífico.
En su extremo NE se alza el monte Taggart y en su extremo S el monte Mac Donald. Sus costas son sucias y despiden rocas y rompientes hasta casi 6 nmi hacia afuera. En el sector operan embarcaciones loberas.

### Paso Picton
Mapa del paso
Se forma 6 nmi al sur de la entrada norte del canal Picton. El ancho navegable es de 1½ cables con una profundidad máxima de 10 metros que baja hasta 9 metros. Con vientos fuertes del NW y W se levanta en el paso mar gruesa, cuando soplan estos vientos, no debe ser navegado por naves que calen más de 7,60 metros. La amplitud de la marea en sicigias alcanza los 1,70 metros.

### Canal Miramar
Mapa del canal
Separa la parte sur de la isla Taggart de la costa norte de la isla Mornington. Tiene un largo de 9 nmi por un ancho medio de solo 400 metros. Puede ser navegado por goletas pequeñas y siempre que se tenga a bordo un práctico local. Une el canal Picton con el océano Pacífico.

### Isla Mornington
Mapa de la isla
Situada al sur de la isla Taggart y separada de esta por el canal Miramar. Orientada en dirección general NNW-SSE tiene 22½ nmi de largo en esa dirección por 14 nmi de mayor ancho. Es de forma irregular. Por el lado este corre el canal Picton que la separa de la isla Wellington, por el sur el canal Trinidad la separa de la isla Madre de Dios y por el oeste la baña el océano Pacífico.
Es baja en el centro aumentando su altura progresivamente hacia el norte y el sur. En su parte norte está el cerro Taro de 300 metros de alto. En el lado oeste el pico Spartan de 518 metros, en el sector sureste los montes Nares y MacLear de 484 metros, el pico Picton de 630 metros y el monte Gamboa de 484 metros, en la parte sur el monte Tetón y en el extremo suroeste el monte Corso de 554 metros.

### Puerto Nuevo
Mapa del puerto
Situado en la costa norte de la isla Mornington en la ribera sur del canal Miramar, su saco tiene dirección SE. Su acceso desde el canal Picton es más claro. El puerto es grande y sus orillas totalmente limpias. Las costas tienen colinas de 40 a 100 metros de alto; al fondo hay un cerro, pico Suerte, de 250 metros de alto. Buen fondeadero de fango en 27 metros de agua. Se puede hacer agua de varias cascadas. Para entrar al puerto se recomienda el uso de un práctico.

### Estero Payne
Mapa del estero
Situado en el sector central de la costa oriental de la isla Wellington. Se abre en dirección SW. En su boca se encuentra el puerto Payne de tamaño suficiente para recibir naves de porte moderado. El estero es muy pintoresco porque tiene cerros de distintas alturas. Es muy bajo, solo apto para embarcaciones menores. Los montes son tupidos con los árboles comunes de la zona. Hay murtilla y calafate. Peces en abundancia, especialmente róbalos. Hay mariscos y caza.

### Punta Sakkarah
Mapa de la punta
Es el extremo SE de la isla Mornington. Al SW de la punta y a ¼ nmi se encuentran las islas Ramsés de solo 45 metros de alto. La enfilación de Sakkarah con la punta Wilson de la isla Memphis señala la entrada sur del canal Picton.

## Descripción costa este

### Península Wharton
Mapa de la península
Es la parte SW de la isla Wellington. Tiene un largo de 40 nmi en dirección general NNW-SSE por un ancho máximo de 9 nmi. Se extiende desde el canal Ladrillero por el norte hasta el canal Trinidad por el sur. Por su lado noreste corre el estero Desengaño, por el este el brazo del Norte, por el sur el canal Trinidad y por el lado oeste el canal Picton.
Su parte norte es montañosa sector en el que se elevan los montes Wotan y Spite-Berg. Su costa occidental es muy quebrada y tiene varios senos y esteros.

### Punta Welcker
Mapa de la punta
Es el extremo NW de la península Wharton. la costa que lo rodea es sucia hasta 1 nmi hacia afuera. En el sector interior de la península se alza el monte Wotan.

### Bajo Picton
Mapa del bajo
Situado a 6 nmi al sur de la punta Welcker de la isla Wellington. Se desprende desde la costa oeste de la península Wharton. Tiene 1 nmi de extensión avanzando 4 a 6 cables hacia el centro del canal. En el veril exterior se sondan 9 a 7 metros. En el punto que se perdió el transporte Casma de la Armada de Chile se sondan solo 6 metros de agua.

### Seno Eversfield
Mapa del seno
Tiene tres entradas, limpias y profundas. Orientado hacia el NE, tiene 8½ nmi de largo. Las costas que lo limitan son de 250 a 400 metros de alto. No ofrece surgideros. En su costa norte abre el canal Eugenio de 3 nmi de largo que lo comunica con el estero Marzo. En la costa sur abre el canal Carlos que lo comunica con el seno Artillería.

### Seno Artillería
Mapa del seno
Abre 5½ nmi al sur del seno Eversfield. Sus costas se elevan hasta 300 metro. Sus aguas son limpias y profundas. En su entrada hay cinco islotes. Está orientado hacia el NE y tiene un largo de 8½ nmi y un ancho medio de 1 nmi. Por su profundidad no ofrece fondeaderos. Está comunicado con el seno Eversfield por el canal Carlos. Hay abundantes árboles tales como ciprés, roble, tepú, etc.

### Bahía Beresford
Mapa de la bahía
Ubicada 2½ nmi al sur del seno Artillería. Tiene una extensión de una milla cuadrada. En su parte norte se encuentra el puerto Beresford de una profundidad variable entre 12 y 15 metros. En la bahía hay árboles regionales de distintos tipos. En el sector oriental se abre en dirección NE el estero llamado brazo izquierdo Beresford que tiene 6 nmi de largo y en su sector SE abre el seno Cook de 3½ nmi de largo. Los cerros que rodean la bahía y los esteros son escarpados y de unos 350 metros de alto.

### Seno Petley
Mapa del seno
Formado por un brazo de 2 nmi de largo por 350 metros de ancho. Es muy bajo; en la entrada tiene 124 metros que disminuyen rápidamente a medida que se avanza en él, llegando a los 58 metros en el fondo de su saco. Rodeado de montes escarpados de 500 metros de alto.